# Christian Dauvergne

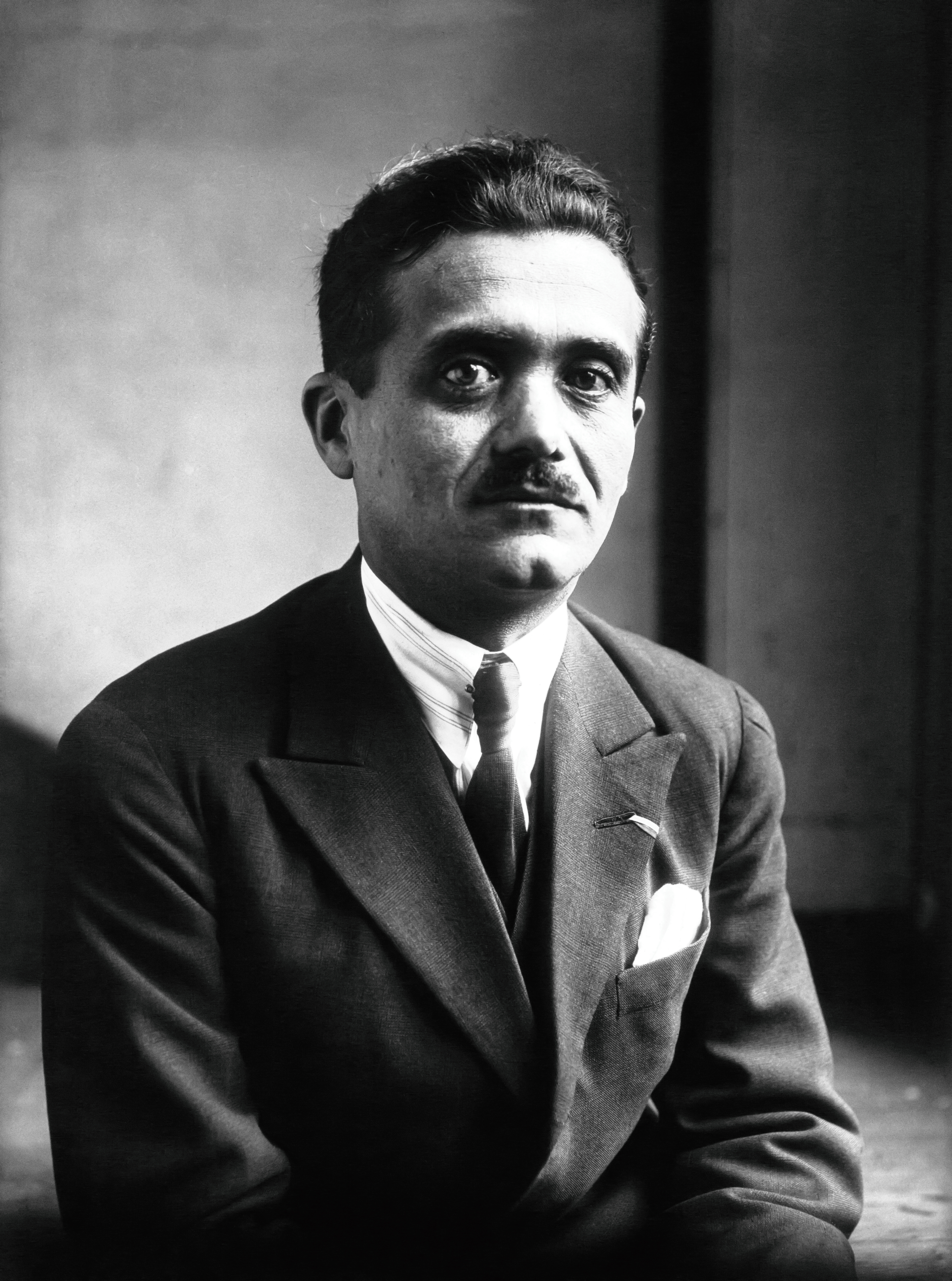
Christian Dauvergne 1925

Christian Célestin Joseph Dauvergne (* 26. November 1890 in Boulogne-Billancourt; † 30. April 1954 in Bordeaux) war ein französischer Autorennfahrer.

## Karriere
Christian Dauvergne war in den 1920er-Jahren Werksfahrer bei Chenard & Walcker und in der Funktion bei französischen Motorsportveranstaltungen am Start. Seinen wichtigsten Rennsieg erzielte er 1924, als er im Rahmen des Großen Preis von Frankreich ein Rahmenrennen für Rennfahrzeuge bis 1400 kg gewann. Allerdings fuhr er bei diesem Rennen einen Peugeot.
Beim 24-Stunden-Rennen von Le Mans war Dauvergne 1923 beim Debütrennen am Start und erreichte gemeinsam mit Raoul Bachmann den zweiten Rang in der Gesamtwertung. 1924 wurde er Fünfter, diesmal mit dem Spanier Raphaël Manso de Zuñiga als Partner. Nach einem Ausfall 1926, als zweiter Pilot neben Louis Wagner im Peugeot 174S, erreichte er 1928 mit Robert Benoist auf einem Itala mit dem achten Gesamtrang noch einmal eine Spitzenplatzierung.
1925 überlebte er einen schweren Unfall bei der Targa Florio (die gleichzeitig die Coppa Florio dieses Jahres war), wo er Brandverletzungen an den Beinen und Füßen erlitt.

## Statistik

### Le-Mans-Ergebnisse
| Jahr | Team                            | Fahrzeug                          | Teamkollege             | Platzierung            | Ausfallsgrund    |
| ---- | ------------------------------- | --------------------------------- | ----------------------- | ---------------------- | ---------------- |
| 1923 | Chenard & Walcker               | Chenard & Walcker Sport           | Raoul Bachmann          | Rang 2                 |                  |
| 1924 | Chenard & Walcker               | Chenard & Walcker 2-Litre 10/12CV | Raphaël Manso de Zuñiga | Rang 5                 |                  |
| 1926 | Société des Automobiles Peugeot | Peugeot 174S                      | Louis Wagner            | Ausfall                | defekter Starter |
| 1928 | Fabbrica Automobili Itala       | Itala Tipo 65 S                   | Robert Benoist          | Rang 8 und Klassensieg |                  |